# The Singles, Volume I: The Federal Years: 1956–1960
The Singles, Volume I: The Federal Years: 1956–1960 (também conhecido como The Federal Years: 1956–1960) é a primeira coletânea em uma série de discos lançados pela Hip-O Select com todos os singles de James Brown. Esta coletânea contém todos os singles de 7", incluindo relançamentos e single cancelados. A maioria das canções nesta coleção apresenta vocais de apoio do grupo de Brown, os The Famous Flames.

## Lista de faixas
Todas as faixas creditadas à James Brown & The Famous Flames; exceto onde indicado.
Disco 1
1. "Please, Please, Please" - 2:43
2. "Why Do You Do Me" - 3:00
3. "I Don't Know" - 2:49
4. "I Feel That Old Feeling Coming On" - 2:32
5. "No, No, No, No" - 2:12
6. "Hold My Baby's Hand" - 2:13
7. "I Won't Plead No More" - 2:25
8. "Chonnie-On-Chon" - 2:12
9. "Just Won't Do Right" - 2:34
10. "Let's Make It" - 2:25
11. "Gonna Try" - 2:44
12. "Can't Be the Same" - 2:20
13. "Messing with the Blues" - 2:09 - James Brown
14. "Love or a Game" - 2:17 - James Brown
15. "You're Mine, You're Mine" - 2:31
16. "I Walked Alone" - 2:39
17. "That Dood It" - 2:29
18. "Baby Cries Over the Ocean" - 2:22
19. "Begging, Begging" - 2:52
20. "That's When I Lost My Heart" - 2:49
21. "Try Me" [Demo Version] (Faixa bônus) - 2:29

Disco 2
1. "Try Me" - 2:31
2. "Tell Me What I Did Wrong" - 2:22
3. "I Want You So Bad" - 2:45
4. "There Must Be a Reason" - 2:26
5. "I've Got to Change" (Mono) - 2:25
6. "It Hurts to Tell You" (Mono) - 2:52
7. "I've Got to Change" [Stereo Version] - 2:25
8. "It Hurts to Tell You" [Stereo Version] - 2:51
9. "Doodle Bee" (Instrumental) - 2:38 - James Davis
10. "Bucket Head" - 2:47 - James Davis
11. "It Was You" - 2:42
12. "Got to Cry" - 2:35
13. "Good Good Lovin'" - 2:14
14. "Don't Let It Happen to Me" - 2:50
15. "I'll Go Crazy" - 2:06
16. "I Know It's True" - 2:40
17. "Think" - 2:47
18. You've Got the Power" - 2:20 - James Brown e Bea Ford
19. "This Old Heart" - 2:09
20. "Wonder When You're Coming Home" - 2:32